# Piskî, Bobrovîțea
Piskî (în ucraineană Піски) este o comună în raionul Bobrovîțea, regiunea Cernihiv, Ucraina, formată numai din satul de reședință.

## Demografie
Componența lingvistică a comunei Piskî
     Ucraineană (98,46%)
     Rusă (1,54%)
Conform recensământului din 2001, majoritatea populației comunei Piskî era vorbitoare de ucraineană (98,46%), existând în minoritate și vorbitori de rusă (1,54%).